# Stenoderma rufum
Stenoderma rufum (Desmarest, 1820) è un pipistrello della famiglia dei Fillostomidi, unica specie del genere Stenoderma (E.Geoffroy, 1818), diffuso nelle Antille.

## Descrizione

### Dimensioni
Pipistrello di medie dimensioni, con la lunghezza totale tra 60 e 73 mm, la lunghezza dell'avambraccio tra 46,2 e 51 mm, la lunghezza del piede tra 12 e 15 mm e la lunghezza delle orecchie tra 16 e 19 mm.

### Caratteristiche craniche e dentarie
Il cranio presenta un rostro corto e una scatola cranica a cupola. La regione nasale è affossata tra le creste sopra-orbitali elevate. La cresta sagittale è ben sviluppata. Sono presenti due fori palatali vicino alle radici degli incisivi superiori, i quali hanno una corona alta e delicata. I denti masticatori sono privi della caratteristica disposizione a W delle cuspidi, comune alla maggior parte dei Microchirotteri.
Sono caratterizzati dalla seguente formula dentaria:

### Aspetto
La pelliccia è lunga. Le parti dorsali sono brunastre, più rossastre nella sottospecie S.r.rufum, mentre le parti ventrali sono grigie. Una macchia bianca a forma di mezzaluna è presente su ogni lato della testa sotto l'orecchio. Un'altra piccola macchia biancastra è inoltre presente su ogni spalla. Sotto di essa, nei maschi, è presente una ghiandola che produce una sostanza dal forte odore di muschio. Gli occhi sono grandi. Le orecchie variano dal marrone chiaro al marrone scure, sono ben separate tra loro e sono prive di peli. La foglia nasale è ben sviluppata, eretta e lanceolata. Le membrane alari variano dal marrone scuro al nero. Circa i due quinti dell'avambraccio sono densamente ricoperti di peli. È privo di coda, mentre l'uropatagio è ridotto ad una sottile membrana cosparsa di pochi peli lungo la parte interna degli arti inferiori. Il cariotipo è 2n=30 (Femmine) 31 (Maschi) FN=56.

## Biologia

### Comportamento
Si rifugia solitariamente tra le foglie della copertura forestale. Cambia frequentemente i siti di riposo sebbene più volte frequenti lo stesso luogo. Ha un raggio d'azione ridotto a circa 2,5 ettari di media.

### Alimentazione
Si nutre di frutti di alberi del genere Tabebuia, del Bakula e di Coccothrinax.

### Riproduzione
Femmine gravide sono state catturate in gennaio, marzo, giugno, luglio e agosto, mentre altre in allattamante sono state osservate nei mesi di marzo, maggio, giugno e luglio.

## Distribuzione e habitat
Questa specie è diffusa a Porto Rico e nelle Isole Vergini Americane.
Vive nella vegetazione arborescente secca.

## Tassonomia
Sono state riconosciute 3 sottospecie:
- S.r.rufum: Isole Vergini Americane: Saint John, Saint Thomas;
- S.r.anthonyi † (Choate & Birney, 1968): Resti fossili recenti ritrovati in alcune grotte della parte centrale di Porto Rico;
- S.r.darioi (Hall & Tamsitt, 1968): Porto Rico.

## Conservazione
La IUCN Red List, considerato che è in atto una diminuzione della popolazione e l'areale limitato, classifica S.rufum come specie vulnerabile (VU).